# Manuel Medrano (matemático)
Manuel Medrano (Los Ángeles, 1996) es un matemático estadounidense. Estudió Matemáticas Aplicadas en la Universidad de Harvard, obteniendo magna cum laude. Tiene MPhil en Antropología Social de la Universidad de Saint Andrews, donde estudio gracias a la beca Marshall. En 2022 ingresó al programa de doctorado en Historia de Harvard. Manny Medrano estudia la arqueología, la historia de los anticuarios y los museos, investigando la cultura material de los Andes, la historia de la ciencia, las matemáticas, las humanidades digitales, entre otros. Es un estudioso de Quipus, instrumento de almacenamiento de información, usado por el Imperio incaico. Es autor del libro Quipus: Mil años de historia anudada en los Andes y su futuro digital, libro nominado al Premio Nacional de Literatura del Perú.

## Quipus
Manuel Medrano de la Universidad de Harvard, investigó 6 quipus del valle del Santa, organizados en 132 reparticiones, que coinciden con los 132 nombres que aparecen en el documento encontrado por Gary Urton. Los valores de los nudos en los primeros cordones de los grupos de seis suman lo mismo que el tributo del documento y estima sobre esta base que los quipus y el documento de revisión corresponden al mismo procedimiento administrativo. Los nudos de sujeción de las primeras cuerdas de los grupos de seis cuerdas varían de forma binaria, es decir atados en "verso" o "anverso". Argumenta que esta característica de construcción divide los tributarios censados en mitades; por tanto, estos quipus se corresponden con la organización social de la comunidad referida en el documento. Se sugiere que los nombres de los tributarios puedan estar listados con códigos de colores en los quipus.

## Publicaciones

### Artículos académicos
- Medrano, M., Urton, G. 2018. Toward the Decipherment of a Set of Mid-Colonial Khipus from the Santa Valley, Coastal Peru.[24] Ethnohistory 65(1):1-23 doi 10.1215/00141801-4260638
- Medrano, M. 2020. Testimony from knotted strings: An archival reconstruction of early colonial Andean khipu readings.[25][26] History and Anthropology 32(3):1-23 doi 10.1080/02757206.2020.1854749
- Medrano, M. 2021. Khipu Transcription Typologies: A Corpus-Based Study of the Textos Andinos.[27][28] Ethnohistory 68(2):311-341 doi 10.1215/00141801-8801912
- Medrano, M., Khosla, A 2024. How Can Data Science Contribute to Understanding the Khipu Code?.[29] Latin American Antiquity doi 10.1017/laq.2024.5
- Medrano, M., Carrie J. Brezine, Jon Clindaniel, Ivan Ghezzi y Sabine Hyland. 2024. A New Naming Convention for Andean Khipus.[30] Latin American Antiquity. doi 10.1017/laq.2023.71

### Libro
- Quipus: Mil años de historia anudada en los Andes y su futuro digital.[4][2][6][12][8] 2021-10. Planeta. ISBN 978-612-319-671-4

## Premios
- Detur Book Prize. Universidad de Harvard[7]
- John Harvard Scholar[7]
- Marshall Scholarship[14][12][10]

## Galería

El Quipu, instrumento de información de cuerdas y nudos
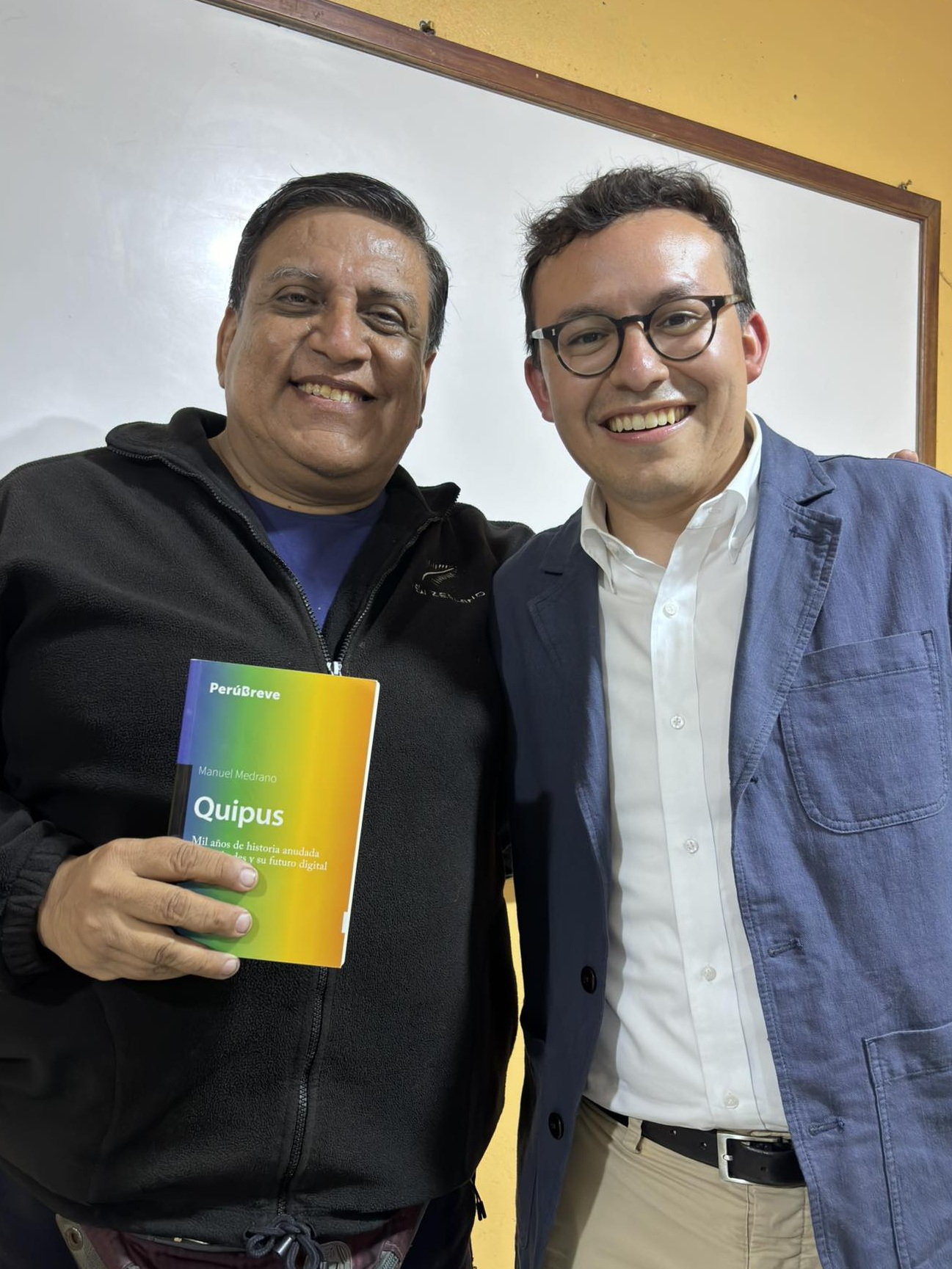
Medrano y el antropólogo Guido P. Lombardi
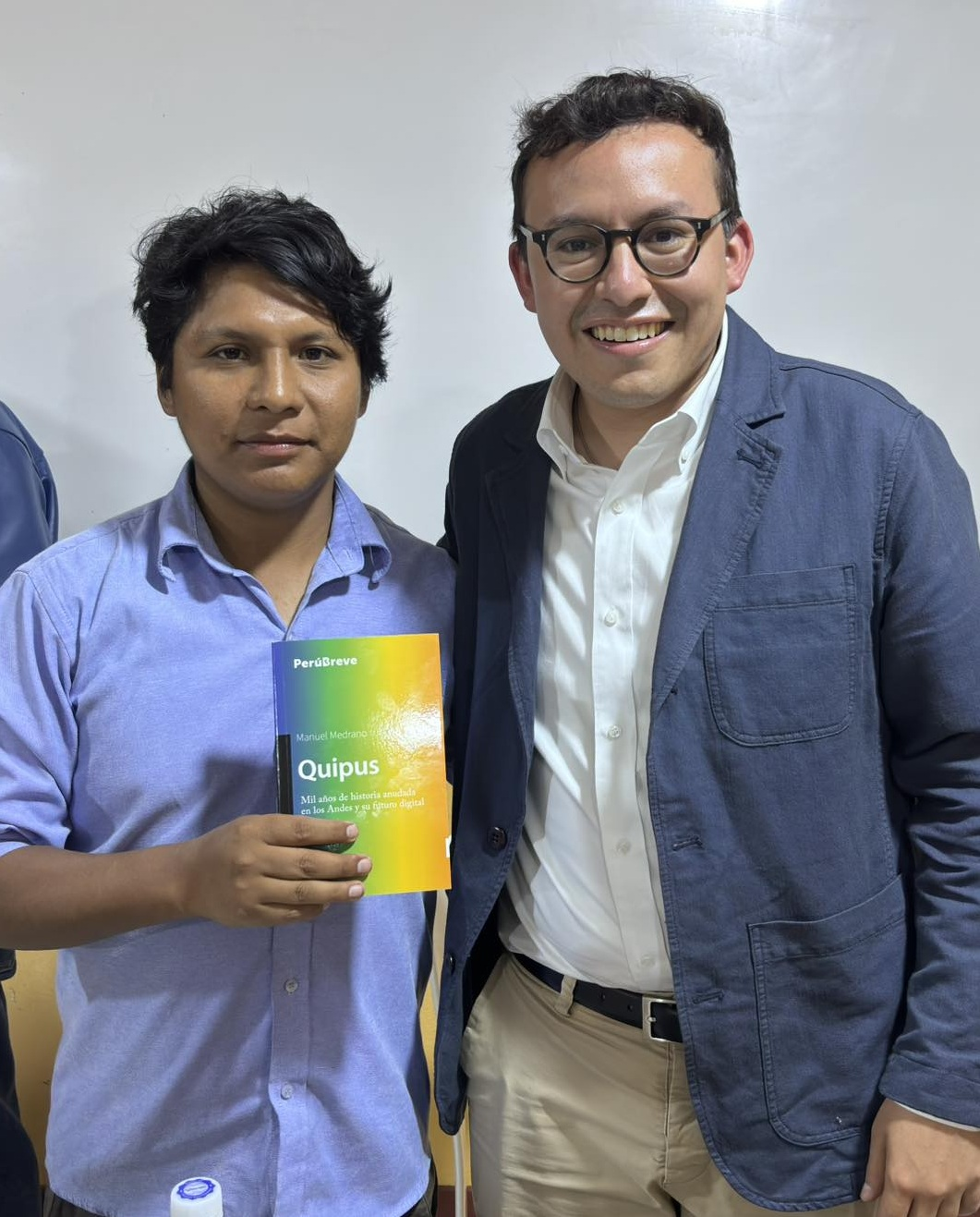
Medrano y el arqueólogo Ricky Ramos